# NetHack
Nethack er et single-player roguelike computerspil der oprindeligt blev udgivet i 1987. Det er en efterkommer til et tidligere spil, kaldt Hack udgivet i 1985, der er en efterkommer til Rogue der udkom i 1980. Salon beskriver det som "en af de fineste spiloplevelser computerverdenen har at byde på".
Ordet "Net" er opstået fordi at spillets udvikling er blevet koordineret via brug af USENET, selv før World Wide Web eksisterede. "Hack" i navnet er en reference til spillet det er baseret på, Hack. Spilleren tager del i en grotte-udforskers liv i sin søgen på Amuletten af Yendor.

## Historie og udvikling
NetHack er open-source og er et af de ældste computerspil der stadig er under udvikling, med bug rettelser som skønnes nødvendigt af en gruppe af frivillige ofte kaldet the DevTeam. the DevTeam snakker sjældent om nye udgivelser i offentligheden, og udgiver ofte nye versioner pludseligt uden annoncering. Dog holder de styr på en liste over kendte fejl i NetHack. Da NetHack er open source, er andre i deres ret til at udgive patches til spillet mellem de officielle udgivelser.